# Nabû-balātsu-iqbi
Nabû-balātsu-iqbi (auch Nabu-balatsu-iqbi, Nabu-balassu-iqbi) bekleidete als Sohn König Nebukadnezars im 6. Jahrhundert v. Chr. das Amt des Gouverneurs in Harran. Er war verheiratet mit Adad-happe und Vater des letzten neubabylonischen Königs Nabonid (Lediglich eine Backsteininschrift aus Harran nennt den Vater des Nabonid abweichend Nusku-balāstu-iqbi). In den Inschriften wurde Nabû-balātsu-iqbi als Der weise Prinz und Der Verehrer der großen Götter und Göttinnen beschrieben. In diversen Inschriften seiner Frau und seines Sohnes taucht er nicht auf, sodass die Vermutung geäußert wurde, er sei früh gestorben.